# Reticências
As reticências são, na escrita, uma sequência de três pontos ( … ) no início, meio, ou fim de uma frase. A utilização deste gênero de pontuação indica um pensamento ou ideia que ficou por terminar e que transmite, por parte de quem exprime esse conteúdo, reticência, omissão de algo que podia ser escrito, mas que não é.
Geralmente indica uma omissão intencional de uma palavra, sentença ou seção inteira de um texto sem alterar seu significado original.

## Uso e denominação
As reticências expressam uma interrupção na sequência lógica da frase começada, devido a elementos de natureza emocional, mas de modo a sugerir ao leitor as frases que faltam, ou uma ideia de ironia, ansiedade, malícia, etc.

## História
O verbo latino tacere significava "calar", permanecer em silêncio, e deu lugar ao verbo francês taire. Em nossa língua, derivam-se de tacere palavras como tácito e taciturno, além de reticência, uma figura retórica que consiste em deixar incompleta uma frase, dando a entender, no entanto, o sentido do que não se diz e, às vezes, muito mais.
A palavra reticência provém do latim reticere (calar alguma coisa), formada mediante tacere precedida do prefixo "re-", que neste caso tem o sentido de retrair-se para dentro. A troca de "a" para "i" na passagem de tacere a reticere chama-se apofonia e ocorre com frequência nas raízes latinas empregadas em línguas romances.
No contexto, é lida como etecétera, que provém do latim: et cætera = e algo mais continuado.

## Exemplos
No início de uma frase
…O garoto escova os dentes e  vai para o colégio. Lá ele joga futebol.
No meio de uma frase
Marcos acorda às sete da manhã para ir à escola. (…) Lá ele joga futebol.
No fim de uma frase
Marcos acorda às sete da manhã para ir a escola. O garoto escova os dentes e vai para o colégio…

### Utilização em nomes de obras
Na nomeação de obras literárias, cinematográficas (filmes), televisivas, teatrais e musicais, é comum o registro das mesmas com reticências pelos seus autores, conforme exemplos:
- ...E o Vento Levou, filme de 1939
- ...E o Bravo Ficou Só, filme de 1968
- ...And Justice for All, álbum de Metallica e canção de mesmo nome
- ...But Seriously, álbum de Phil Collins
- ...Baby One More Time, álbum de Britney Spears e canção de mesmo nome
- Era uma Vez..., telenovela de 1998
- Ô... Coitado!, programa humorístico de 1999.

## Como fazer
Ausente dos teclados de computador, a forma encontrada para teclar este sinal ortográfico é digitando "ponto final" três vezes. No entanto, é possível escrever este sinal apertando uma sequência específica de teclas:
Unicode: U+2026
Windows: Alt + 0133
Mac OS X: Option + ;
GNU/Linux (usando composição): Compose, ponto, ponto.

## Variações
Alguns manuais estilísticos, sobretudo anglófonos, indicam o uso de espaços antes, depois e entre os pontos das reticências. Isto é, ( . . . ) em vez de (…).